# Sepsis nigripes
Sepsis nigripes är en tvåvingeart som beskrevs av Johann Wilhelm Meigen 1826. Sepsis nigripes ingår i släktet Sepsis och familjen svängflugor.
Artens utbredningsområde är Tyskland. Enligt den finländska rödlistan är arten starkt hotad i Finland. Arten är reproducerande i Sverige. Artens livsmiljö är kulturmarker och andra av människan skapade miljöer. Inga underarter finns listade i Catalogue of Life.